# Kemeneskápolna

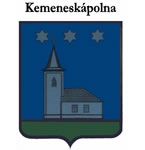
Wapen van Kemeneskápolna

Kemeneskápolna is een plaats (község) en gemeente in het Hongaarse comitaat Vas. Kemeneskápolna telt 113 inwoners (2001).